# Eduardo Mondlane
Eduardo Chivambo Mondlane (Nwajahani, 20 giugno 1920 – Dar es Salaam, 3 febbraio 1969) è stato un politico e rivoluzionario mozambicano.
È considerato il padre del Mozambico indipendente. Quarto di sedici figli del capo di una tribù di lingua Bantu, gli Tsonga, Mondlane nacque nella colonia portoghese delle Afriche Orientali nel 1920.

## Biografia
Lavorò come pastore fino all'età di dodici anni. Frequentò diverse scuole elementari prima di entrare in una scuola svizzera. Non essendogli permesso di frequentare una scuola superiore in Mozambico, frequentò la scuola religiosa di Lemana nel Transvaal, in Sudafrica. Lì trascorse un anno alla Jan Hofmeyer School of Social Work prima di entrare alla Università del Witwatersrand di Johannesburg, ma venne espulso dal Sud Africa appena un anno dopo, nel 1949, a seguito dell'entrata in vigore dell'apartheid.
Nel 1951, all'età di 31 anni, Mondlane entrò nell'Oberlin College a Oberlin (Ohio), e nel 1953 ottenne il diploma in antropologia e sociologia. Continuò i suoi studi alla Northwestern University a Evanston (Illinois). Mondlane vinse un dottorato in sociologia e si sposò con Janet Rae Johnson, una donna originaria dell'Indiana che viveva nella periferia di Chicago.
Nel 1962, Mondlane venne eletto presidente della nuova formazione politica Frelimo (Frente de Libertação de Moçambique), frutto dell'unione di altri tre gruppi nazionalisti minori. Nel 1963, impiantò il quartier generale del FRELIMO al di fuori del Mozambico, a Dar-es-Salaam, in Tanzania. Aiutato sia dall'occidente che dall'URSS, il Frelimo iniziò un'attività di guerriglia nel 1964 per ottenere l'indipendenza del Mozambico dal Portogallo.
Nel 1969, una bomba camuffata all'interno di un libro venne inviata alla segreteria del Frelimo. L'esplosione uccise Mondlane. In seguito la scoperta delle cellule segrete denominate Gladio portò alla rivelazione della responsabilità della cellula portoghese di Gladio nell'assassinio di Mondlane. Sin dai primi anni Settanta, il Frelimo, forte di 7.000 combattenti aveva ottenuto il controllo di gran parte delle zone centrali e settentrionali della regione strappandole alle autorità portoghesi che contavano su una forza di 60.000 uomini.
Nel 1975, Portogallo e Frelimo negoziarono per l'indipendenza del Mozambico, che divenne effettiva nel giugno dello stesso anno. Dopo l'indipendenza venne istituito un governo con a capo un unico partito di stampo marxista con sede a Maputo, la nuova capitale, a cui seguì un colpo di Stato. Questa situazione degenerò presto in una guerra civile che ebbe termine solamente nel 1992.

## Riconoscimenti
- In suo onore, la maggiore università degli studi del Mozambico, è stata intitolata a lui: l'Università Eduardo Mondlane.
- Il giorno della sua morte, il 3 febbraio, è commemorato con il Dia dos heróis moçambicanos.